# Pontus Åberg
Keith Pontus Åberg (* 23. September 1993 in Stockholm) ist ein schwedischer Eishockeyspieler, der seit August 2025 bei den ZSC Lions aus der Schweizer National League unter Vertrag steht und dort auf der Position des linken Flügelstürmers spielt. Zuvor verbrachte Åberg unter anderem mehrere Jahre in Nordamerika, wo er unter anderem für die Nashville Predators, Edmonton Oilers, Anaheim Ducks, Minnesota Wild und Toronto Maple Leafs in der National Hockey League (NHL) aktiv war.

## Karriere
Åberg spielte während seiner Juniorenzeit beim Klub seiner Geburtsstadt Djurgårdens IF aus Stockholm. Dort durchlief er bis 2012 die Juniorenabteilungen des Klubs und feierte in der Saison 2010/11 sein Debüt in der Herrenmannschaft, die in der Elitserien auflief. Im Sommer 2012 wurde er sowohl im KHL Junior Draft vom SKA Sankt Petersburg als auch im NHL Entry Draft von den Nashville Predators in der zweiten Runde ausgewählt.
Der Flügelstürmer verblieb nach dem Abstieg von Djurgården in die Allsvenskan noch ein Jahr dort, ehe er im Sommer 2013 zu Färjestad BK in die nun Svenska Hockeyligan heißende höchste Spielklasse wechselte. Mit Färjestad wurde er schwedischer Vizemeister. Im Mai 2014 unterschrieb Åberg einen Vertrag bei den Nashville Predators aus der National Hockey League, die ihn in den folgenden Jahren in ihrem Farmteam, den Milwaukee Admirals, in der American Hockey League einsetzten. Im Verlauf der Play-offs der Saison 2015/16 feierte der Schwede schließlich sein NHL-Debüt, als er in zwei Partien der zweiten Runde zu Einsätzen kam. Im Jahr darauf erreichte er mit den Predators das Stanley-Cup-Finale, unterlag dort jedoch den Pittsburgh Penguins.
Nach knapp vier Jahren in Nashville wurde der Angreifer im Februar 2018 zur Trade Deadline an die Edmonton Oilers abgegeben, die im Gegenzug Mark Letestu nach Nashville schickten. Bei den Oilers beendete er die Saison und wurde schließlich im Oktober 2018 von den Anaheim Ducks verpflichtet, als er im Rahmen der Saisonvorbereitung über den Waiver in die AHL geschickt werden sollte. In Anaheim war der Schwede in der Folge bis Januar 2019 aktiv, als er im Tausch für Justin Kloos an die Minnesota Wild abgegeben wurde. Er absolvierte 22 Partien für das Team und wechselte im Juli 2019 als Free Agent zu den Toronto Maple Leafs. Dort kam er mit der Ausnahm von fünf NHL-Partien aber ausschließlich für den Kooperationspartner Toronto Marlies in der AHL zum Einsatz.
Im Juli 2020 kehrte der Schwede nach Europa zurück und nahm ein Angebot des russischen Klubs HK Traktor Tscheljabinsk aus der Kontinentalen Hockey-Liga (KHL) an. Dort verbrachte er die Saison 2020/21, kehrte jedoch anschließend im Rahmen eines Einjahresvertrag bei den Ottawa Senators in die NHL zurück. Dort gelang es ihm jedoch nicht für den NHL-Kader zu empfehlen und spielte somit bis Anfang Dezember 2021 bei den Belleville Senators in der AHL. Daraufhin einigten sich beide Parteien auf eine Vertragsauflösung, woraufhin der Schwede in seine Heimat zu Timrå IK in die Svenska Hockeyligan wechselte. Nach dem Saisonende verließ er den Klub und spielte bis Dezember 2022 in der tschechischen Extraliga für den BK Mladá Boleslav. Anschließend schloss sich der Schwede den SC Rapperswil-Jona Lakers aus der Schweizer National League an. Im Juli 2023 unterschrieb Åberg einen Einjahresvertrag beim kasachischen KHL-Klub Barys Astana, kehrte aber bereits im Sommer 2024 wieder nach Rapperswil zurück. Das Engagement dort endete jedoch nach 33 Einsätzen im Januar 2025, als er sich bis zum Saisonende dem EHC Kloten anschloss. Danach erhielt der Schwede im August desselben Jahres einen auf vier Monate befristeten Vertrag bei den ZSC Lions.

### International
Åberg vertrat sein Heimatland bei der World U-17 Hockey Challenge 2010 sowie beim Ivan Hlinka Memorial Tournament 2010, bei denen er mit dem Team jeweils die Bronzemedaille gewann. Bei der Euro Hockey Tour 2020/21 kam er erstmals in der Herren-Nationalmannschaft zum Einsatz.

## Erfolge und Auszeichnungen
- 2010 Bronzemedaille bei der World U-17 Hockey Challenge
- 2010 Bronzemedaille beim Ivan Hlinka Memorial Tournament
- 2014 Teilnahme am AHL All-Star Classic mit Färjestad BK
- 2014 Schwedischer Vizemeister mit Färjestad BK

## Karrierestatistik
Stand: Ende der Saison 2024/25

### International
Vertrat Schweden bei:
- World U-17 Hockey Challenge 2010
- Ivan Hlinka Memorial Tournament 2010

(Legende zur Spielerstatistik: Sp oder GP = absolvierte Spiele; T oder G = erzielte Tore; V oder A = erzielte Assists; Pkt oder Pts = erzielte Scorerpunkte; SM oder PIM = erhaltene Strafminuten; +/− = Plus/Minus-Bilanz; PP = erzielte Überzahltore; SH = erzielte Unterzahltore; GW = erzielte Siegtore; 1 Play-downs/Relegation; Kursiv: Statistik nicht vollständig)